# أوشاكاتي
أوشاكاتي هي مدينة، في ناميبيا، تقع في إقليم أوشانا ، وهي عاصمتها، رمزها البريدي هو 5530.

## أعلام
- كرايغ وليامز
- سوني بوي
- باولوس علي نومبيمبي